# Einar Hanson

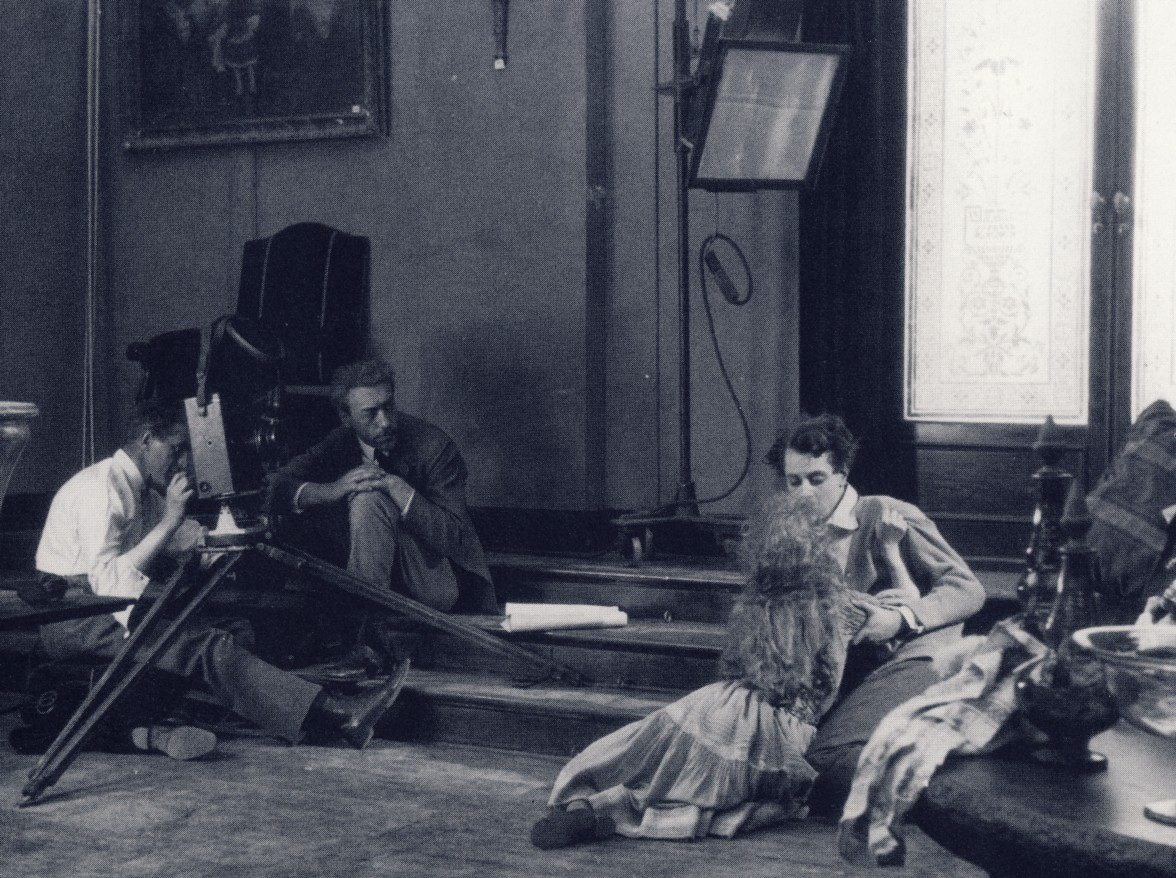
Einar Hanson mit Filmpartnerin Mary Johnson (beide rechts) während des Drehs einer Filmszene von Herrenhofsaga (1922). Links Kameramann Julius Jaenzon und Regisseur Mauritz Stiller

Einar Hanson (* 16. Juni 1899 in Stockholm; † 3. Juni 1927 in Santa Monica, Kalifornien, Vereinigte Staaten) war ein schwedischer Stummfilmschauspieler in Schweden, Deutschland und den Vereinigten Staaten.

## Leben und Wirken
Hanson begann, ohne über eine professionelle Schauspielausbildung zu verfügen, seine kurze aber intensive und keine zehn Jahre währende Karriere gegen Ende des Ersten Weltkriegs am Dramaten seiner Heimatstadt Stockholm, der bedeutendsten Bühnenstätte seines Landes. Dort wurde er für den Film entdeckt und zur Jahreswende 1918/19 mit einer kleinen Rolle für eine Strindberg-Verfilmung vor die Kamera geholt. Starregisseur Mauritz Stiller gab ihm 1922 die Hauptrolle des Gunnar Hede in seiner Lagerlöf-Verfilmung Herrenhofsage, mit der Hanson der Durchbruch zum schwedischen Leinwandstar gelang. Nach weiteren Rollen in schwedischen Produktionen erreichte Hanson in der zweiten Jahreshälfte 1924 Berlin und erhielt dort eine weitere, tragende Rolle in Richard Oswalds Inszenierung Lumpen und Seide.
Mit seiner Landsmännin Greta Garbo trat er im Frühjahr 1925 gemeinsam in G. W. Pabsts legendärem Wiener Zeitdrama Die freudlose Gasse vor die Kamera. Sowohl die Garbo als auch Hanson wurden daraufhin nach Hollywood verpflichtet, um dort zu neuen Kinostars aufgebaut zu werden. Greta Garbos Aufstieg zum neuen Superstar gelang sehr schnell, und auch Hansons Karriere im US-Stummfilm – zunächst unter der leicht veränderten Schreibweise Einar Hansen – ließ sich unter dem Dach von Paramount Pictures zunächst gut an. Er drehte 1926 und 1927 Film auf Film und war Partner von Stars wie Clara Bow und zuletzt Pola Negri (auch wenn er mehrfach nur die zweite männliche Hauptrolle spielen durfte). Hansons Karriere nahm ein jähes Ende, als er Anfang Juni 1927 infolge eines Verkehrsunfalls auf der kalifornischen Küstenstraße, Höhe Topanga Canyon, ums Leben kam.

## Filmografie
- 1919: Hemsöborna
- 1922: Herrenhofsage (Gunnar Hedes saga)
- 1923: Die Heimat ruft...! (Johan Ulfstjerna)
- 1923: Der Seeräuber (Mälarpirater)
- 1923: 33.333
- 1924: Skeppargatan 24
- 1924: Lumpen und Seide
- 1925: Die freudlose Gasse
- 1925: Wenn zwei sich lieben (Fra Piazza del Popolo)
- 1926: Die Filmkönigin (Her Big Night)
- 1926: Die Frau im Hermelin (The Lady in Ermine)
- 1926: Die Frau mit der Maske (The Masked Woman)
- 1927: Kinder aus geschiedenen Ehen (Children of Divorce)
- 1927: Stacheldraht (Barbed Wire)
- 1927: Geständnisse einer Frau (The Woman on Trial)